# Холеево
Холеево — деревня в Монастырщинском районе Смоленской области России. Входит в состав Новомихайловского сельского поселения. Население — 41 житель (2007 год). 
Расположена в западной части области в 15 км к западу от Монастырщины, в 51 км западнее автодороги А141 Орёл — Витебск, на берегу реки Поповка. В 53 км восточнее деревни расположена железнодорожная станция Энгельгардтовская на линии Смоленск — Рославль. 

## История
В годы Великой Отечественной войны деревня была оккупирована гитлеровскими войсками в июле 1941 года, освобождена в сентябре 1943 года.